# Le périscope
Le périscope er en fransk stumfilm fra 1916 af Abel Gance.

## Medvirkende
- Albert Dieudonné som William Bell.
- Henri Maillard som Damores.
- Yvonne Sergyl som Manoela Damores.
- Georges Raulin som Geoffrey Bell.
- Mlle Savigny som Clelia Damores.